# Carl Einstein
Carl Einstein (26. dubna 1885, Neuwied – 5. července 1940, Pau) byl německý historik umění, expresionistický spisovatel a kritik. Patřil k prvním teoretikům schopným rozpoznat význam rodícího se kubismu, významný byl rovněž jako znalec afrického domorodého umění.

## Život
Narodil se jako Karl Einstein v německé židovské rodině, studoval v Berlíně. Jako vyhraněně levicový myslitel byl častým cílem útoků z německých konzervativních a nacionalistických kruhů. V roce 1928 proto odešel do Paříže. Po okupaci Francie hitlerovským Německem nedokázal zemi včas opustit a spáchal sebevraždu, aby nepadl do rukou nacistů.